# Alphert Schimmelpenninck van der Oye

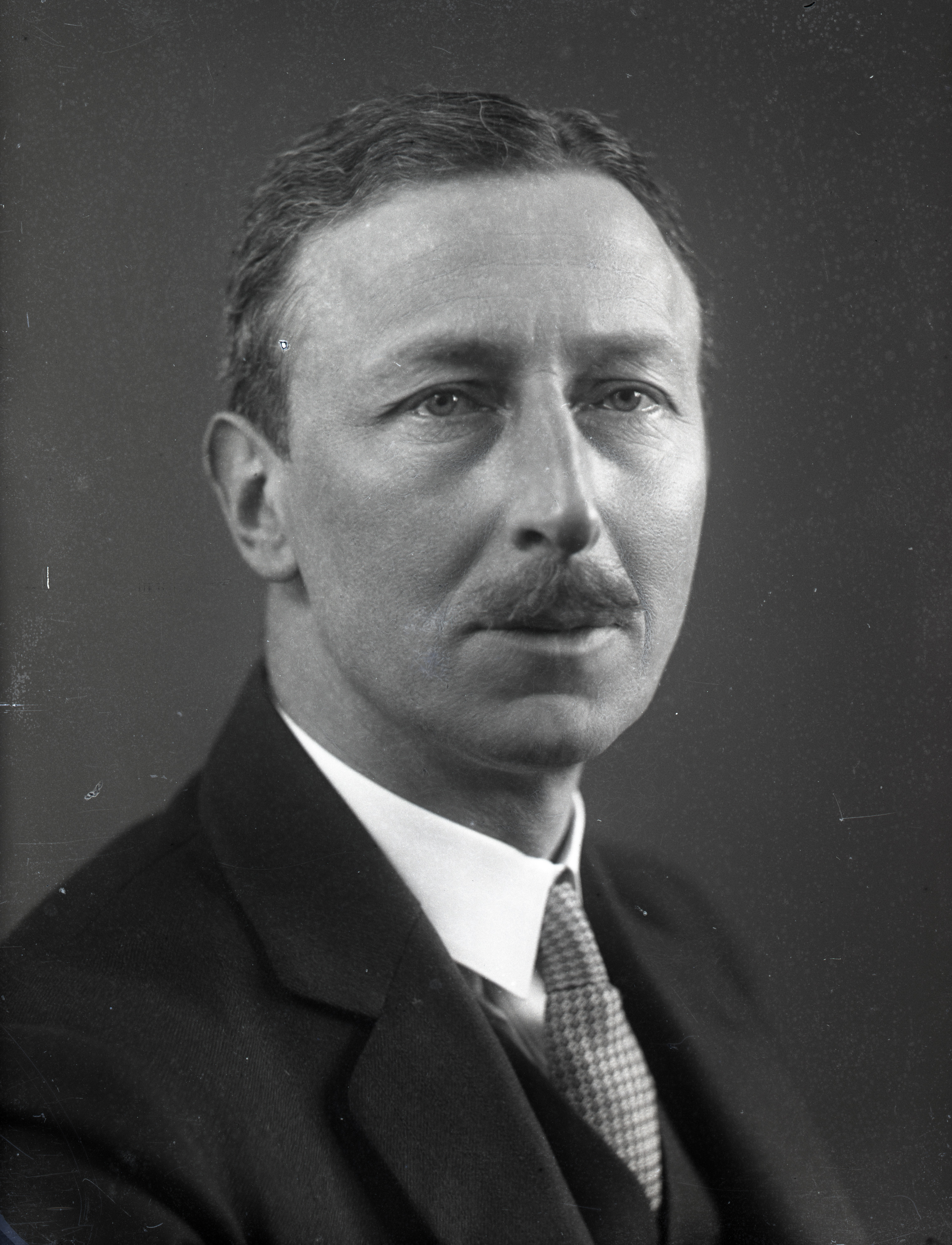
Alphert Schimmelpenninck van der Oye

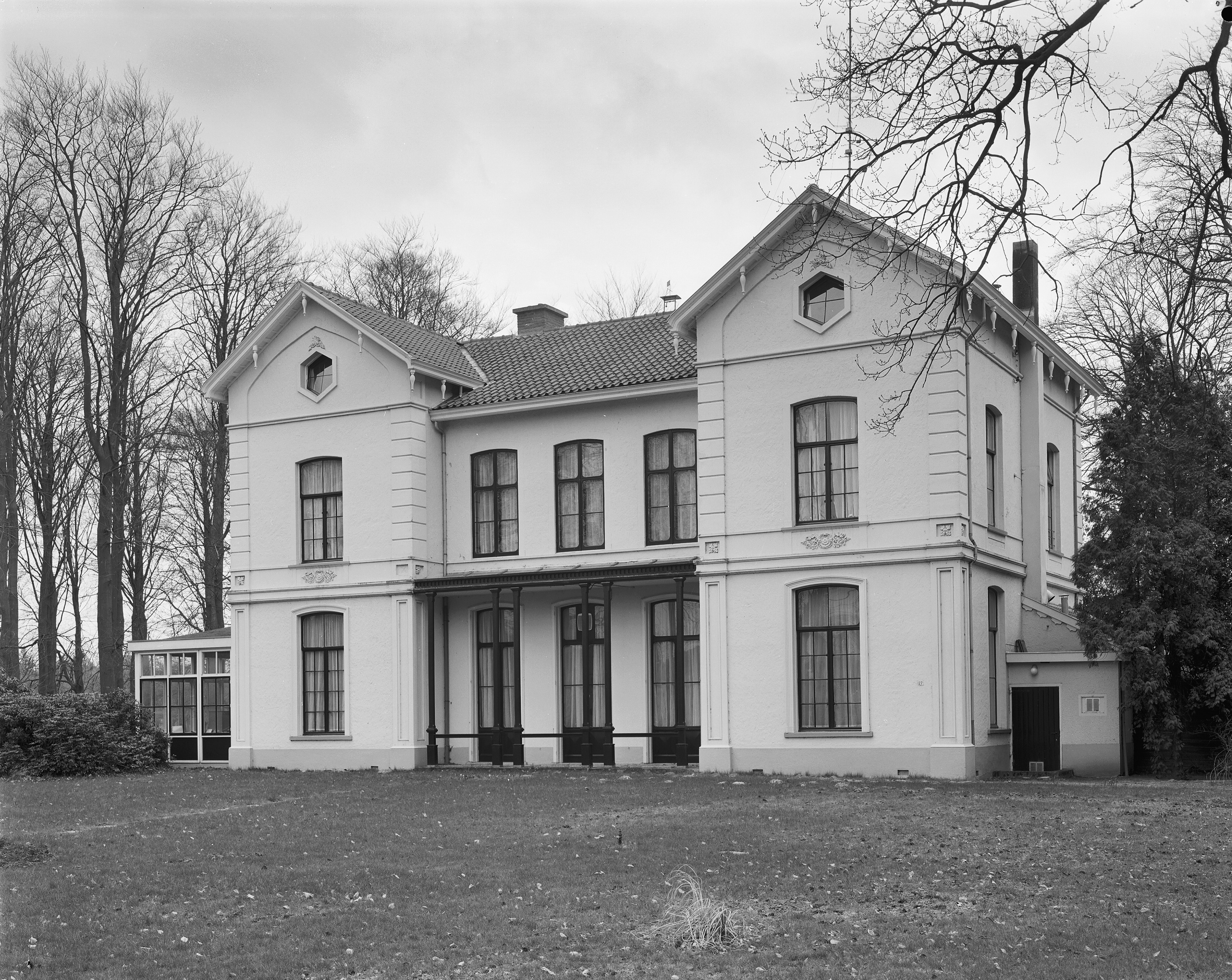
Woning van Alphert Schimmelpenninck van der Oye in Doorn

Alphert baron Schimmelpenninck van der Oye (Bussum, 6 april 1880 – Baarn, 30 april 1943) was een Nederlands sportbestuurder en burgemeester.
Hij was een zoon van politicus Jan Elias Nicolaas Schimmelpenninck van der Oye en Gratia La Bouchere. Van 1909 tot 1924 was Schimmelpenninck van der Oye, lid zijnde van de CHU, burgemeester van Maarn en tegelijkertijd tot 1930 van Doorn.
Alphert Schimmelpenninck van der Oye trouwde met jonkvrouw Henriette Frederique Huijssen van Kattendijke. Drie maanden na hun scheiding huwde hij Minette Adrienne van Lennep, de moeder van onder andere van de in de Tweede Wereldoorlog omgekomen verzetsstrijdster Esmée van Eeghen. Ze kregen in 1931 samen een zoon Sander.
Hij was vanaf zijn jeugd een actief sporter en bedreef voetbal (als doelman bij achtereenvolgens HVV en AFC Quick 1890), hockey en tennis (in zijn studententijd), schermen (in 1910 was hij Nederlands kampioen op degen) en golf. In 1925 werd hij verkozen tot voorzitter van het Nederlandsch Olympisch Comité (NOC). Die functie bekleedde hij, tegelijk met het lidmaatschap van het IOC, tot aan zijn overlijden in 1943. Onder zijn voorzitterschap werden in Nederland in 1928 de Olympische Zomerspelen georganiseerd. Schimmelpenninck van der Oye was tevens actief als bestuurder van organisaties die de verkeersveiligheid bevorderden. Zijn dochter Gratia Schimmelpenninck van der Oye was een olympisch skiester en sportbestuurder. 
Schimmelpenninck van der Oye  werd begraven op de Nieuwe algemene begraafplaats aan de Wijkamplaan in Baarn. 